# 이스트스태퍼드셔

이스트스태퍼드셔의 위치

이스트스태퍼드셔(영어: East Staffordshire)는 잉글랜드 스태퍼드셔주에 위치한 비도시 자치구로 중심 도시는 버턴어폰트렌트이며 인구는 115,663명(2014년 기준), 면적은 390.0km2이다.